# Decio Azzolino (1549-1587)
Decio Azzolino ou algumas vezes Decio Azzolini (também chamado Decio Azzolino, o Velho) (nascido em Fermo, Marcas, na Itália, em 1 de julho de 1549 - falecido em Roma, 9 de outubro de 1587) foi um cardeal e bispo italiano. Era o tio-avô do cardeal Decio Azzolini iuniore.
Se mudou para Roma e entrou no círculo próximo do cardeal Felice Peretti, o futuro Papa Sisto V, que também era natural de Fermo, e mais tarde tornou-se seu secretário particular. Em 1585, foi nomeado cônego da Basílica de São Pedro e bispo de Cervia.
O Papa Sisto V o elevou a cardeal no consistório de 18 de dezembro de 1585.
Arcipreste da Basílica Liberiana, foi um dos cardeais que participaram na eleição do novo rei da Polônia.